# Коррупция в Индонезии
Хотя точные данные о коррупции собрать сложно, коррупция в Индонезии чётко прослеживается через общественное мнение, собранное с помощью опросов, а также наблюдений за тем, как функционирует каждая система .
В Индексе восприятия коррупции Transparency International за 2023 год, в котором были оценены 180 стран по шкале от 0 («очень коррумпированные») до 100 («очень чистые»), Индонезия получила оценку 34. При ранжировании по баллам Индонезия заняла 115-е место среди 180 стран Индекса, при этом страна, занявшая первое место, считается страной с самым честным государственным сектором. Для сравнения с мировыми показателями лучший результат составил 90 (1-е место), средний результат — 43, а худший результат — 11 (180-е место). Для сравнения с региональными показателями, наивысший балл среди стран Азиатско-Тихоокеанского региона составил 85, средний балл — 45, а самый низкий балл — 17.
В государственном секторе Индонезии коррупция наблюдается в двух ключевых областях. Это секторы правосудия и государственной службы. Коррупция в секторе правосудия проявляется в неэффективности обеспечения соблюдения законов, неспособности отстаивать справедливость и, следовательно, подрыве верховенства права. Области коррупции в этом секторе включают полицию и суды. В исследовании честности государственного сектора за 2008 год Верховный суд занял самое низкое место по честности среди других государственных служб Индонезии. Считалось, что суды принимают несправедливые решения и влекут высокие неофициальные издержки.
Доказательства коррупции в системе государственной службы получены в ходе опросов, проводимых в этом секторе. В ходе некоторых опросов выяснилось, что почти половина опрошенных получали взятки. Сами госслужащие признаются в коррупции.
В январе 2012 года сообщалось, что в 2011 году Индонезия потеряла из-за коррупции 2,13 трлн рупий (238,6 млн долларов США). Исследование, проведённое Indonesia Corruption Watch, некоммерческой организацией, координируемой Дананг Видойоко, показало, что большая часть потерянных денег была связана с хищениями, а «государственные инвестиции являются сектором, наиболее подверженным взяточничеству».
Компании обеспокоены бюрократической волокитой и широко распространённым вымогательством в процессе получения лицензий и разрешений, а также часто сталкиваются с требованием незаконных сборов или уступок, основанных на личных отношениях, при получении государственных контрактов. Компании также сообщали о регулярном требовании денежных выплат и ожиданиях подарков и особого обращения со стороны индонезийских чиновников.

## Экономические и социальные издержки
Коррупция является серьёзной проблемой развития, которая влечёт за собой экономические и социальные издержки в Индонезии. Вмешательство в государственные законы и политику ради личной или частной выгоды ослабило конкурентоспособность Индонезии.
Около четверти министерств в Индонезии страдают от бюджетных перерасходов. Домохозяйства тратили около 1 %, а предприятия тратили не менее 5 % ежемесячного дохода компании на неофициальные платежи. Социальные издержки из-за коррупции в Индонезии включают ослабление государственных институтов и верховенства закона. Рост преступности, связанный с контрабандой и вымогательством, затрагивает институты, которые должны защищать граждан. Больше всего страдают бедные, поскольку они вынуждены финансировать выплаты из своих и без того ограниченных бюджетов, а эффективность социальных услуг становится менее доступной косвенно. Эти опасения были высказаны самими бедными городскими общинами Индонезии в совместном исследовательском проекте Всемирного банка и Партнёрства по реформе управления под названием «Коррупция и бедные».

## Усилия по борьбе с коррупцией
Борьба с коррупцией началась в Индонезии в 1950-х годах. Были предприняты некоторые усилия по борьбе с коррупцией путём создания института омбудсмена и Комиссии по аудиту активов (KPKPN). Это важный пункт повестки дня и часть официальной программы реформ Индонезии с мая 1998 года. Однако предпринятые усилия сомнительны, поскольку успехи в снижении уровня коррупции ограничены. К числу сложностей, препятствующих улучшению ситуации с коррупцией, относятся политические и экономические ограничения, а также сложная природа самой коррупции. После резкой критики коррупции в начале режима Нового порядка в конце 1960-х годов в 1970 году президент Сухарто назначил Комиссию из четырёх человек. В отчёте комиссии отмечено, что коррупция «процветает», однако ни один из случаев, требующих принятия срочных мер, не был расследован. В 1999 году были приняты законы, дающие полиции и прокуратуре полномочия расследовать случаи коррупции.
Эти усилия привели к тому, что осуждённые за коррупцию должны вернуть все украденные ими деньги. 6 марта 2012 года суд по делам о коррупции в Джакарте приговорил Ридвана Санджайю, чиновника Министерства энергетики и минеральных ресурсов, к шести годам тюремного заключения за фальсификацию тендерной заявки на проект домашней солнечной энергетической системы в 2009 году стоимостью 526 млрд индонезийских рупий (57,86 млн долларов США).
Его признали виновным в получении взяток на сумму 14,6 млрд индонезийских рупий, что привело к убыткам государства в размере 131 млрд индонезийских рупий. Комиссия по искоренению коррупции (KPK) заявила, что будет использовать вердикт Ридвана в качестве материала для дальнейшего расследования коррупционного скандала, связанного с проектом «Solar Home System».
К громким коррупционным скандалам с участием крупных банков и финансовых корпораций относятся скандал вокруг Bank Bali, дело BLBI, дело Century Bank и скандал Jiwasraya.

## Обвинения в коррупции против Сухарто
Расследование обвинений в коррупции против бывшего президента/диктатора Индонезии Сухарто началось сразу после его 32-летнего правления. В Глобальном отчёте о прозрачности, подготовленном Transparency International в 2004 году, он был признан самым коррумпированным лидером мира. В докладе Сухарто обвиняется в нанесении ущерба правительству Индонезии в размере 15-35 млрд долларов США.
За время своего правления Сухарто возглавлял несколько организаций, выполнявших различные функции, в том числе образовательные, медицинские и оказывавших поддержку ветеранам Трикоры. Все эти организации подозревались в получении незаконных средств, которые были присвоены государством.